# Rat des tunnels

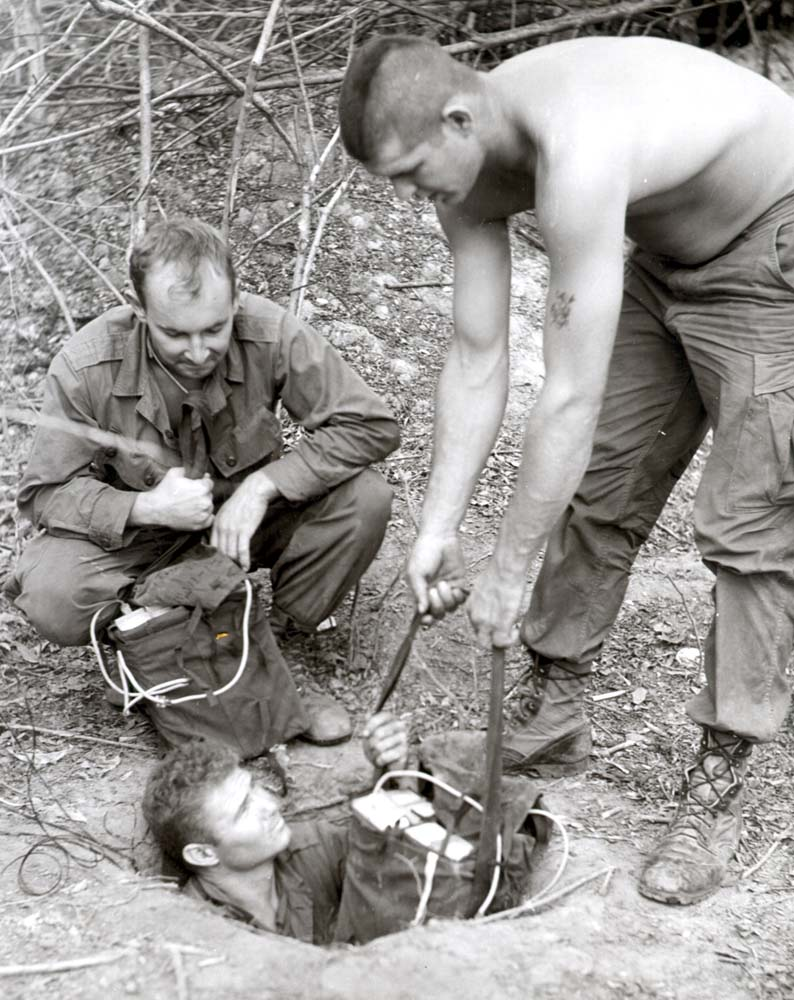
Rat des tunnels préparant une bombe.

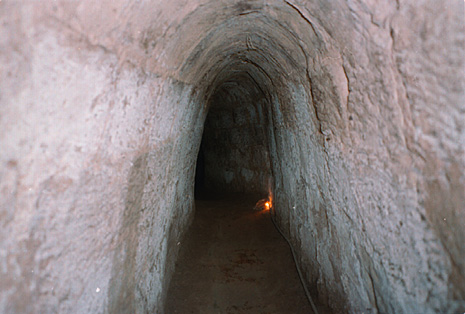
Tunnel à Củ Chi.

Pendant la guerre du Viêt Nam, rats des tunnels était le nom donné à des soldats chargés d'inspecter et « nettoyer » (search & destroy) les galeries creusées par les Viêt-Cong pour s'y abriter et tendre des embuscades.

## Historique
Les premières actions de ce type eurent lieu au début de 1966 après la découverte des systèmes souterrains des Viêt-Cong près de la rivière de Saïgon : les tunnels de Củ Chi. Les premiers groupes s'appelaient les « tunnel runners » mais le nom de « tunnel rats » s'imposa rapidement, même si les soldats australiens préféraient le terme de « furets des tunnels ». Ces volontaires avaient la plupart du temps une corpulence qui se prêtait au parcours des tunnels étroits.

## Méthode
Les risques étaient grands à cause des éboulements, des animaux venimeux, des pièges (les « booby traps ») ou encore de la présence d'ennemis cachés en divers endroits des souterrains. Les soldats possédaient un équipement minimal, en général un pistolet ou un revolver, un couteau, quelques grenades au phosphore ou au gaz CS et une lampe de poche qu'ils étaient capables de démonter même dans le noir pour changer l'ampoule. Le choix de l'arme était particulièrement important car elle ne devait pas faire trop de bruit, sous peine d'assourdir le soldat. Les « rats » préféraient les revolvers, comme le S&W M1917,  aux pistolets de l'armée (essentiellement  le Colt 45 mod. 1911A1) et n'hésitaient pas à ajouter des silencieux pour limiter le bruit.
Pour dégager des bunkers ou des zones plus larges, les rats des tunnels utilisaient parfois des bombes bricolées : une boîte à munition servait de récipient pour un mélange explosif ou incendiaire (napalm), une grenade était au préalable installée avec un trou dans la paroi métallique pour laisser dépasser la goupille et déclencher le dispositif. 
Les rats des tunnels étaient soumis à des pressions psychologiques énormes : l'enfermement, la claustrophobie, l'obscurité, la présence fréquente de cadavres putréfiés de vietcongs à l'entrée des tunnels (placés là car morts de leurs blessures à l'intérieur), étaient leur lot et beaucoup en furent durablement marqués.

## Culture populaire

### Films
- Dans une scène du film Platoon (1986), le sergent Elias interprété par Willem Dafoe s'introduit dans un système de tunnels à demi-inondé occupé par des soldats ennemis.
- Dans une scène d'Outrages, le personnage interprété par Michael J. Fox se retrouvé coincé dans un tunnel effondré avant d'être sauvé par son supérieur (Sean Penn) qui abat un Nord-vietnamien qui allait le tuer depuis le tunnel.
- Dans le film Forrest Gump, le héros (Tom Hanks) est envoyé par son lieutenant (Gary Sinise) traiter un tunnel avec un pistolet Colt M1911
- Le film Nous étions soldats (2002), avec Mel Gibson, montre des scènes de guerre avec les tunnels Viets-Congs.
- Le film 1968 Tunnel Rats (2008), d'Uwe Boll, montre le nettoyage d'un tunnel pendant tout le film. Le film montre les nombreux pièges possibles et la dureté psychologique de ces tunnels.
- Dans le film La Chute du Président, le père du personnage principal est un ancien rat des tunnels.

### Livres
- Dans le premier roman de Michael Connelly, Les Égouts de Los Angeles (1992), l'inspecteur Harry Bosch est un ancien rat des tunnels et trouve mort un de ses anciens camarades de guerre. Le titre original, The Black Echo fait directement référence à la peur qui tourmentait les soldats lors de leurs descentes dans les tunnels pendant la guerre.
- Le Vengeur de Frederick Forsyth (2003) présente aussi des références au passé du personnage principal en tant que rat de tunnel dans la région de Cu Chi (plusieurs pages sur l'armement, la claustrophobie... )

### Jeux vidéo
- Dans le jeu vidéo Vietcong, une mission se déroule dans une galerie de tunnel ressemblant à ceux de Củ Chi. Vous incarnez un rat de tunnel à l'équipement minimum qui a pour mission de nettoyer les tunnels.
- Dans le jeu vidéo Call of Duty: Black Ops, le joueur doit "nettoyer" un de ces tunnels.
- Dans le jeu vidéo Conflict : Vietnam, une mission porte le nom "Rats de Tunnel" et les 4 personnages sont envoyés pour nettoyer un complexe souterrain.